# 항동 (서울)
항동(航洞)은 서울특별시 구로구의 행정동이자 법정동이다. 동의 북쪽에는 성공회대학교, 성베드로학교, 유한공업고등학교와 다가구주택, 아파트가 들어서 있다.
항동공공주택지구로 지정되어 논밭과 자연마을이 없어지고 아파트 단지로 개발되고 있다. 2020년 1월 1일 오류2동에서 분동되었다.

## 항동공공주택지구
항동공공주택지구는 2010년 3차 보금자리지구로 지정되어 11개 단지로 조성되는 개발사업이다. 초등학교와 중학교가 신설될 예정이었으나 중학교는 교육부에서 재검토 지시를 내렸다.

## 수직구공사
현재 구로구 항동 하버라인 2단지 앞쪽에 수직구를 파고있어 아이들의 안전으로 인해 주민들의 반대가 거세진다. 하지만 수직구는 아파트가 생기기 전부터 예정되어있었고 지극히 합법적이기에 강제로 말릴수는
없다. 공사는 현재 진행되고있으며 가려진 곳도 고층에서는 보인다.

## 시설
- 서울푸른수목원
- 항동공원
- 성공회대학교
- 성베드로학교
- 유한공업고등학교

## 같이 보기
- 대한민국의 행정 구역